# 4 octobre 1937
Le lundi 4 octobre 1937 est le 277e jour de l'année 1937.

## Naissances
- Franz Vranitzky, homme politique autrichien
- Tulsidas Balaram, joueur de football international indien
- Mohamed Nassou,footballeur international algérien
- Wojciech Łazarek, footballeur polonais
- Lloyd Green, guitariste de pedal steel guitar américain
- Jackie Collins (morte le 19 septembre 2015), actrice et romancière britanno-américaine
- Gail Gilmore (morte le 2 mars 2014), actrice et danseuse canadienne

## Décès
- Maurice Joron (né le 18 janvier 1883), peintre français

## Autres événements
- Fondation de la 3. Unterseebootsflottille dont le nom est choisi en l'honneur de Johannes Lohs
- Sortie américaine du film Boots and Saddles
- Création du collège Boboto